# پاول چرنی
پاول چرنی (۱۱ اکتبر ۱۹۶۲) یک بازیکن فوتبال اهل جمهوری چک است. وی در تیم ملی فوتبال جمهوری چک بازی کرده‌است.